# Goa (Camarines Sur)
Goa is een gemeente in de Filipijnse provincie Camarines Sur op het eiland Luzon. Bij de laatste census in 2007 had de gemeente ruim 54 duizend inwoners.

## Geografie

### Bestuurlijke indeling
Goa is onderverdeeld in de volgende 34 barangays:
| - Abucayan - Bagumbayan Grande - Bagumbayan Pequeño - Balaynan - Belen - Buyo - Cagaycay - Catagbacan - Digdigon - Gimaga - Halawig-Gogon - Hiwacloy | - La Purisima - Lamon - Matacla - Maymatan - Maysalay - Napawon - Panday - Payatan - Pinaglabanan - Salog - San Benito | - San Isidro - San Isidro West - San Jose - San Juan Bautista - San Juan Evangelista - San Pedro - Scout Fuentebella - Tabgon - Tagongtong - Tamban - Taytay |

## Demografie
Goa had bij de census van 2007 een inwoneraantal van 54.035 mensen. Dit zijn 5.545 mensen (11,4%) meer dan bij de vorige census van 2000. De gemiddelde jaarlijkse groei komt daarmee uit op 1,50%, hetgeen lager is dan het landelijk jaarlijks gemiddelde over deze periode (2,04%). Vergeleken met de census van 1995 is het aantal mensen met 10.829 (25,1%) toegenomen.

De bevolkingsdichtheid van Goa was ten tijde van de laatste census, met 54.035 inwoners op 206,18 km², 262,1 mensen per km².

## Geboren in Goa
- Arnulfo Fuentebella (1945-2020), politicus